# Hydrowęzeł
Hydrowęzeł – wyodrębniony układ i związany z nim zespół powiązań, odnoszący się do przepływu wody; układ ten jest ukształtowany w celu gospodarczego wykorzystania i kontrolowania zasobów wodnych. W języku potocznym może dotyczyć różnych obiektów i elementów instalacji wodnej. Bywa utożsamiany z pojęciem węzła wodnego w hydrotechnice, ale tylko w jednym ze znaczeń tego pojęcia rozumianego jako zespół śródlądowych budowli hydrotechnicznych lub jako stopień wodny.
I tak pojęcie to stosowane jest w odniesieniu do:
- zespołu  budowli hydrotechnicznych powiązanych technicznie i funkcjonalnie[1]
- stopnia wodnego[2]
- węzła cieplnego lub węzła wodnego w budynku[3]
- węzła hydrogeologicznego[4][5].

Według słownika hydrogeologicznego hydrowęzeł to zespół składający się z otworu pompowego hydrogeologicznego i otworów obserwacyjnych. W ich obrębie wykonuje się pompowanie badawcze.
Z użyciem tego terminu tworzone bywają również nazwy własne dla określonych budowli lub ich zespołów, niejednokrotnie w połączeniu z nazwą miejscowości, w której położone są wybrane budowle hydrotechniczne, np. Hydrowęzeł Dychów, Hydrowęzeł Bydgoszcz i inne.